# Rothe (Familienname)
Rothe ist ein deutscher Familienname.

## Namensträger

### A
- Andreas Rothe (Andro; 1941–2019), deutscher Lehrer für Neotantra, Heilpraktiker und Autor
- Andreas Herberg-Rothe (* 1954), deutscher Politikwissenschaftler
- Anton Rothe (1837–1905), preußischer Verwaltungsjurist, Landrat sowie Regierungspräsident in Danzig und Kassel
- Antonia Rothe-Liermann (* 1987), deutsche Drehbuch- und Romanautorin
- Arnold Rothe (* 1935), deutscher Romanist
- Astrid Rothe-Beinlich (* 1973), deutsche Politikerin (Grüne)

### B
- Bendt Rothe (1921–1989), dänischer Schauspieler
- Bernhard Rothe (1844–1923), preußischer General der Artillerie
- Bernward Rothe (1958–2018), deutscher Jurist und Politiker (SPD)

### C
- Camilla Rothe, deutsche Ärztin
- Carl Rothe (1900–1970), deutscher Literat und Kulturfunktionär
- Christian Rothe (* 1980), deutscher American-Football-Spieler

### D
- Detlef Rothe (* 1954), deutscher Kabarettist, Musiker und Intendant

### E
- Edel von Rothe (1925–2008), deutsche Balletttänzerin
- Edith Rothe (1897–1989), deutsche Bibliothekarin, Autorin und Publizistin
- Edward Rothe (1909–1978), deutscher Fernsehregisseur und Schauspieler
- Erich Rothe (1895–1988), deutscher Mathematiker
- Ernst von Eisenhart-Rothe (1862–1947), deutscher General, Militärschriftsteller

### F
- Ferdinand Rothe (1876–1959), deutscher Jurist und Bankmanager
- Franz Eduard Rothe (1887–1975), deutscher Maler und Graphiker
- Friedrich Rothe (* 1939), deutscher Literaturwissenschaftler und Galerist
- Friedrich Rothe (Politiker) (1780–1827),  deutscher Jurist und Politiker
- Fritz Rothe (1867–1958), deutscher Chemiker und Manager

### G
- Gatja Helgart Rothe (1935–2007), deutsche Künstlerin
- Georg Rothe (Astronom) (1691–1758), deutscher Mathematiker und Astronom
- Georg Rothe (Bauingenieur) (* 1954), deutscher Bauingenieur
- Georg von Eisenhart-Rothe (1849–1942), deutscher Politiker
- Georg Hoffmann-Rothe (* 1900), deutscher Kommunalpolitiker
- Gerald Rothe (* 1959), deutscher Ingenieur
- Gottfried Christian Rothe (1708–1776), deutscher Theologe und Superintendent
- Günther Rothe (* 1947), deutscher Musiker, Maler, Designer und Ausstellungsmacher
- Günther-Joachim Rothe (1915–2003), deutscher Offizier, Brigadegeneral der Bundeswehr
- Gustav von Eisenhart-Rothe (1855–1936), preußischer Beamter, Landrat

### H
- Hans Rothe (Schriftsteller) (Hans Ludwig Rothe; 1894–1977), deutscher Schriftsteller und Shakespeare-Übersetzer
- Hans Rothe (Slawist) (1928–2021), deutscher Slawist und Hochschullehrer
- Hans Rothe (Maler) (1929–2023), deutscher Maler
- Hans von Eisenhart-Rothe (1862–1942), deutscher Verwaltungsjurist
- Hans-Joachim Rothe (1923–2007), deutscher Musikwissenschafter, Genealoge und Hochschullehrer
- Hans Werner Rothe (Paläontologe) (1906–um 1985), deutscher Kaufmann, Paläontologe und Autor
- Hans Werner Rothe (Politiker) (1920–2013), deutscher Bildungspolitiker
- Hartmut Rothe (* 1944), deutscher Biologe und Anthropologe
- Heinrich August Rothe (1773–1842), deutscher Mathematiker
- Heinz Rothe (* 1949), deutscher Fußballschiedsrichter
- Heinz-Jürgen Rothe (1946–2024), deutscher Psychologe
- Helmut Rothe (* 1956), österreichischer Fußballspieler
- Hermann Rothe (Mathematiker) (1882–1923), österreichischer Mathematiker
- Hermann Rothe (Politiker) († 1952), deutscher Politiker (DBD), MdV
- Hildegard Rothe-Ille (1899–1942), deutsche Mathematikerin
- Horst Rothe (1899–1974), deutscher Ingenieur und Physiker

### I
- Ingeborg Esenwein-Rothe (1911–2002), deutsche Wirtschaftswissenschaftlerin

### J
- Jessica Rothe (* 1987), eigentlich Jessica Anne Rothenberg, US-amerikanische Schauspielerin
- Johan August Rothe (1734–nach 1801), deutscher Baumeister
- Johann Rothe (Geistlicher) (1628–nach 1677), niederländischer Geistlicher
- Johann Andreas Rothe (1688–1758), deutscher lutherischer Pfarrer, Schriftsteller und Liederdichter
- Johann Carl Rothe (1771–1853), preußischer Regierungspräsident
- Johann Christoph Rothe (um 1653–1700/1720), deutscher Komponist, Violinist und Sänger
- Johann Friedrich Carl Rothe (1758–1833), preußischer Bergrat und Geheimer Oberbaurat
- Johannes Rothe (um 1360–1434), deutscher Historiker
- Joseph Rothe (1759–1808), österreichischer Sänger (Bass) und Schauspieler
- Judith Rothe (* 1979), deutsche Aktivistin der Neonazi-Szene

### K
- Karl Rothe (Politiker, 1840) (1840–1906), deutscher Verwaltungsbeamter und Politiker
- Karl Rothe (Politiker, 1848) (1848–1921), deutscher Politiker
- Karl Rothe (Philologe) (1852–1914), deutscher Lehrer und Klassischer Philologe
- Karl Rothe (Politiker, 1865) (1865–1953), deutscher Bankmanager und Politiker, Oberbürgermeister von Leipzig
- Karl Rothe (Züchter) (1891–1944), deutscher Gutsbesitzer, Rennreiter und Pferdezüchter
- Karl Rothe (Tiermediziner) (1930–2011), deutscher Tiermediziner
- Katrin Rothe (* 1970), deutsche Regisseurin

### L
- Leo S. Rothe (1899–1975), deutscher Industrieller und Verbandsfunktionär

### M
- Maira Rothe (* 1980), deutsche Moderatorin und Musikerin
- Manfred Rothe (1927–2022), deutscher Chemiker
- Margaretha Rothe (1919–1945), deutsche Medizinstudentin und Widerstandskämpferin
- Marianne Rothe (* 1931), deutsche Politikerin (Grüne)
- Marta Rothe (1919–2019), deutsche Autorin des ostfälischen Platts
- Max Rothe (1874–1942), erzgebirgischer Mundartdichter
- Mechtild Rothe (* 1947), deutsche Politikerin (SPD)
- Moritz Rothe († 1846), sächsischer Amtmann und Angeordneter

### O
- Oskar Rothe (1854–1921), deutscher Porträtmaler und Fotograf
- Otto Rothe (1924–1970), deutscher Military-Reiter

### P
- Patrick Rothe (* 1981), deutscher Handballspieler
- Paul von Eisenhart-Rothe (1857–1923), preußischer Provinzialbeamter und Landwirtschaftsminister
- Peter Rothe (Filmarchitekt) (* 1935), deutscher Filmarchitekt
- Peter Rothe (Geologe) (* 1936), deutscher Geologe und Hochschullehrer

### R
- Richard Rothe (1799–1867), deutscher lutherischer Theologe
- Richard Rothe-Roth (1898–1972), deutscher Konteradmiral
- Robert Rothe (1803–1893), deutscher Politiker
- Rüdiger von Eisenhart-Rothe (* 1971), deutscher Orthopäde
- Rudolf Rothe (1873–1942), deutscher Mathematiker

### S
- Siegfried Rothe (* 1938), deutscher Langstreckenläufer
- Stefan Rothe (* 1981), deutscher Radrennfahrer

### T
- Theophilus Friedrich Rothe (1785–1837), deutscher Jurist
- Tom Rothe (* 2004), deutscher Fußballspieler
- Tyge Rothe (1731–1795), dänischer Schriftsteller

### U
- Udo Rothe, deutscher Handballspieler
- Ulrich Rothe (* 1945), deutscher Fußballspieler

### V
- Valentine Rothe (* 1934), deutsche Malerin und Geschichtsdidaktikerin

### W
- Walter Rothe (1888–1954), deutscher Lebensmittelchemiker
- Wilfried Rothe (1937–2017), deutscher Fußballspieler
- Wilhelm Rothe (1914–2003), deutscher Politiker (SPD)
- Wolfgang Rothe (Romanist) (1920–1974), deutscher Romanist und Sprachwissenschaftler
- Wolfgang Rothe (Verleger) (* 1929), deutscher Verleger, Kunsthistoriker und Literaturwissenschaftler
- Wolfgang Rothe (Fußballspieler) (* 1953), deutscher Fußballspieler
- Wolfgang F. Rothe (* 1967), deutscher römisch-katholischer Theologe